# Оденсе Бульдогс
«Оденсе Бульдогс» (дан. Odense Bulldogs) — хокейний клуб з міста Оденсе, Данія. Заснований у 1978 році.

## Історія
Клуб засновано в місті Оденсе 1978 року. З 1991 року команда виступає у вищому дивізіоні.
Сучасна назва команди з сезону 2001–02 років. У 2002 та 2003 роках «Оденсе Бульдогс» двічі здобуває срібні нагороди чемпіонату Данії. У 2012 «бульдоги» втретє стали срібними призерами.
У сезоні 2024–25 років, клуб вперше здобув титул чемпіона Данії, перегравши у фнальній серії «Гернінг Блю-Фокс».

## Домашня арена
«Оденсе Аштадіон» домашній стадіон клубу, відкритий в 1987 році. Арена вміщує 3280 глядачів.

## Досягнення
Суперліга
- (1): 2025
- (3): 2002, 2003, 2012

Кубок Данії
- (4): 2003, 2006, 2009, 2016